# 泰拉莫
泰拉莫（義大利語發音：[ˈtɛːramo] ⓘ）是位於義大利中部阿布魯佐大區的一個城市。是泰拉莫省的首府所在地。泰拉莫是一個歷史非常悠久的城市，始建於古羅馬時代。
城市距離羅馬150公里，位於最高的亞平寧山和亞得里亞海岸之中。同時城市還是Vezzola和Tordino河的匯合處。因著地中海式氣候，葡萄酒業和油橄欖種植非常普遍。

## 經濟
此地的經濟活動主要是農業和商業，也有一些工業諸如紡織、食品加工、工程、建材、瓷磚等生產。

## 交通

### 道路
泰拉莫有A14和A24公路連接意大利各省。其中A14公路是連接阿布魯佐國際機場。

### 鐵路
泰拉莫有鐵路連接佩斯卡拉。